# Nathanael Greene
Nathanael Greene (7. srpna 1742 - 19. června 1786) byl generálmajor kontinentální armády v americké válce za nezávislost. Získal si pověst nejtalentovanějšího a nejspolehlivějšího důstojníka generála George Washingtona a je znám svým úspěšným velením na jižním bojišti.
Greene se narodil v zámožné kvakerské rodině ve Warwicku na Rhode Islandu. Na počátku 70. let 18. století se aktivně zapojil do koloniální opozice vůči britské daňové politice a pomohl založit státní milici Kentish Guards. Po bitvě u Lexingtonu a Concordu v dubnu 1775 zákonodárný sbor na Rhode Islandu zřídil armádu a jmenoval Greena jejím velitelem. Později ve stejném roce se Greene stal generálem nově založené kontinentální armády. Sloužil pod Washingtonem v Bostonském tažení, tažení na New York a New Jersey a Filadelfském tažení. Potom byl v roce 1778 jmenován generálním ubytovatelem kontinentální armády.
V říjnu 1780 jmenoval generál Washington Greena velitelem kontinentální armády na jižním bojišti. Po převzetí velení se Greene zapojil do úspěšné kampaně partyzánské války proti početní přesile generála Charlese Cornwallise. Způsobil velké ztráty britským silám v bitvě u Guilfordského soudu, bitvě u Hobkirk's Hillu a bitvě u Eutaw Springs, čímž narušil britskou nadvládu nad americkým jihem. Hlavní boje na souši skončily po kapitulaci Cornwallise po obležení Yorktownu v říjnu 1781, ale Greene působil v kontinentální armádě až do konce roku 1783. Po válce se stal plantážníkem na jihu, ale podnikatelsky nebyl úspěšný. Zemřel v roce 1786 na své plantáži Mulberry Grove Plantation v Georgii. Je po něm pojmenováno mnoho míst ve Spojených státech.